# Roberto Battión
Roberto Miguel Battión (Santa Fe, 1º marzo 1982) è un ex calciatore argentino, di ruolo centrocampista.

## Carriera
Ha giocato nella massima serie dei campionati argentino e greco.

## Palmarès

### Club

#### Competizioni internazionali
- Coppa Sudamericana: 1

Independiente: 2010